# Herbert Wagner (Maler)

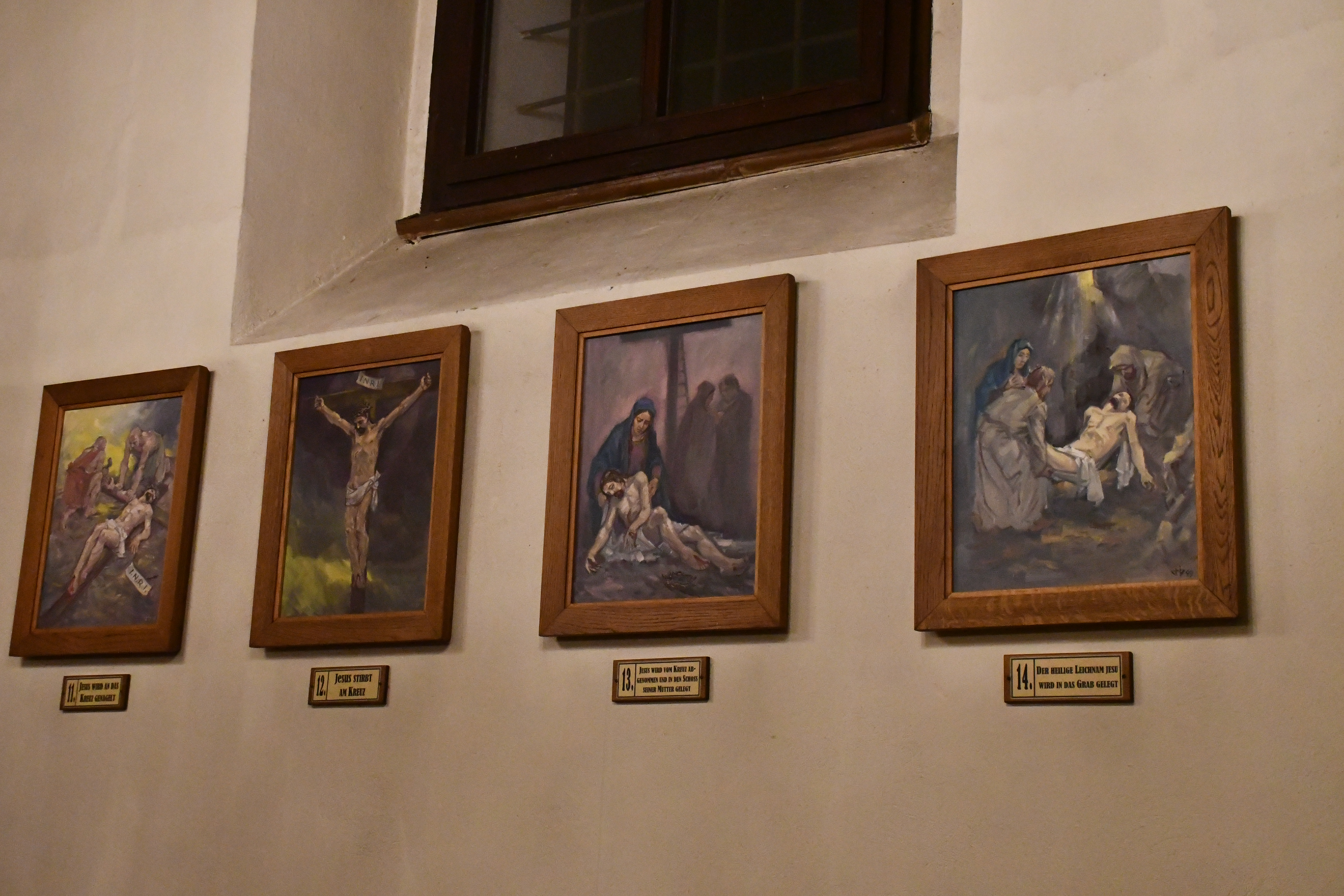
Kreuzwegstationen (1999), Pfarrkirche Heiligenbrunn

Herbert Wagner (* 22. Januar 1931 in Heiligenbrunn; † 23. Januar 2021 in Freistadt) war ein österreichischer Maler und Kunsterzieher.

## Leben und Wirken
Wagner wuchs als Sohn des Zeichners, Grafikers und Poeten Karl Wagner zunächst im Burgenland auf bis seine Familie 1945 nach Freistadt übersiedelte, wo er auch maturierte. 
Er studierte an der Akademie der bildenden Künste Wien und an der Universität Wien Lehramt für Kunst- und Werkerziehung sowie Geschichte. Er unterrichtete als Kunsterzieher an einigen Gymnasien in Linz. Seine Stammschule war das Bundesgymnasium und Bundesrealgymnasium Linz, Ramsauerstraße. Wagner war dort 1988 für einige Monate provisorischer Leiter. Nach Antritt seiner Pension 1991 betätigte er sich hauptsächlich künstlerisch.
Sein künstlerisches Werk erstreckt sich über fast alle Techniken und Größen, wobei das unmittelbare Naturerlebnis einen besonderen Rang einnimmt (Druckgrafik, Aquarell, Pastellkreide und Ölmalerei, Fresko, Sgraffito und Mosaik).
Wagner wird auch als Freistadtmaler bezeichnet. 2013 wurde ein von ihm nach einer historischen Vorlage gemaltes Bild der Freistädter Altstadt als Motiv für eine Sondermarke zur Oberösterreichischen Landesausstellung 2013 mit einer Auflage von 5000 Stück verwendet. Das als Vorlage dienende Originalbild befindet sich im Besitz von Karl Peböck aus Pregarten.

## Ausstellungen
- Die Freistädter Malerfamilie Wagner, Vater Karl und Sohn Herbert, Schlossmuseum Freistadt, 2004[5]

## Auszeichnung
- Verdienstring der Stadt Freistadt (2008)[6]
- Verdienstmedaille des Landes Oberösterreich (2013)[7]

## Medien
- Der Freistädter Maler Prof. Herbert Wagner erzählt aus seinem Leben, in: Webpräsenz von Freies Radio Freistadt abgefragt am 11. Oktober 2015